# Chanson patriotique
Ne doit pas être confondu avec le Chant patriotique, hymne national de la Corée du Nord
La Chanson patriotique (en russe : Патриотическая Песня ; Patriotitcheskaïa Pesnia) était l'hymne national de la Russie de 1990 à 2000.

## Historique
À l'origine, c'était une pièce de piano, sans paroles, écrite par Mikhail Glinka  et portant le nom de Motif de chant national. Elle est souvent confondue avec un opéra du même auteur : Une vie pour le Tsar.

Le journal télévisé de la Télévision centrale soviétique, ayant pour nom Vremia, a utilisé la mélodie comme générique de 1984 à 1986.

Elle fut choisie par le président Boris Eltsine et le soviet suprême de la république socialiste fédérative soviétique de Russie comme hymne national le 23 novembre 1990 en remplacement de l'hymne de l'Union soviétique qui n'était déjà plus l'Internationale depuis 1944. Ce choix a été entériné par l'entrée en vigueur de la constitution russe en 1993. Contrairement à la plupart des hymnes nationaux, la Chanson patriotique était dénuée de paroles.

Pour tenter de pallier ce problème, Viktor Radugin écrivit, en 1999, le poème Славься, Россия ! (Slav'sia, Rossia ! ; Sois glorieuse, Russie !) pouvant servir de paroles. Toutefois cet hymne ne fut jamais populaire en Russie et fut remplacé par le président Vladimir Poutine le 27 décembre 2000 par un nouvel hymne, reprenant la musique de l'hymne de l'Union soviétique de 1944.